# Institutsgebäude Barfüßertor 2

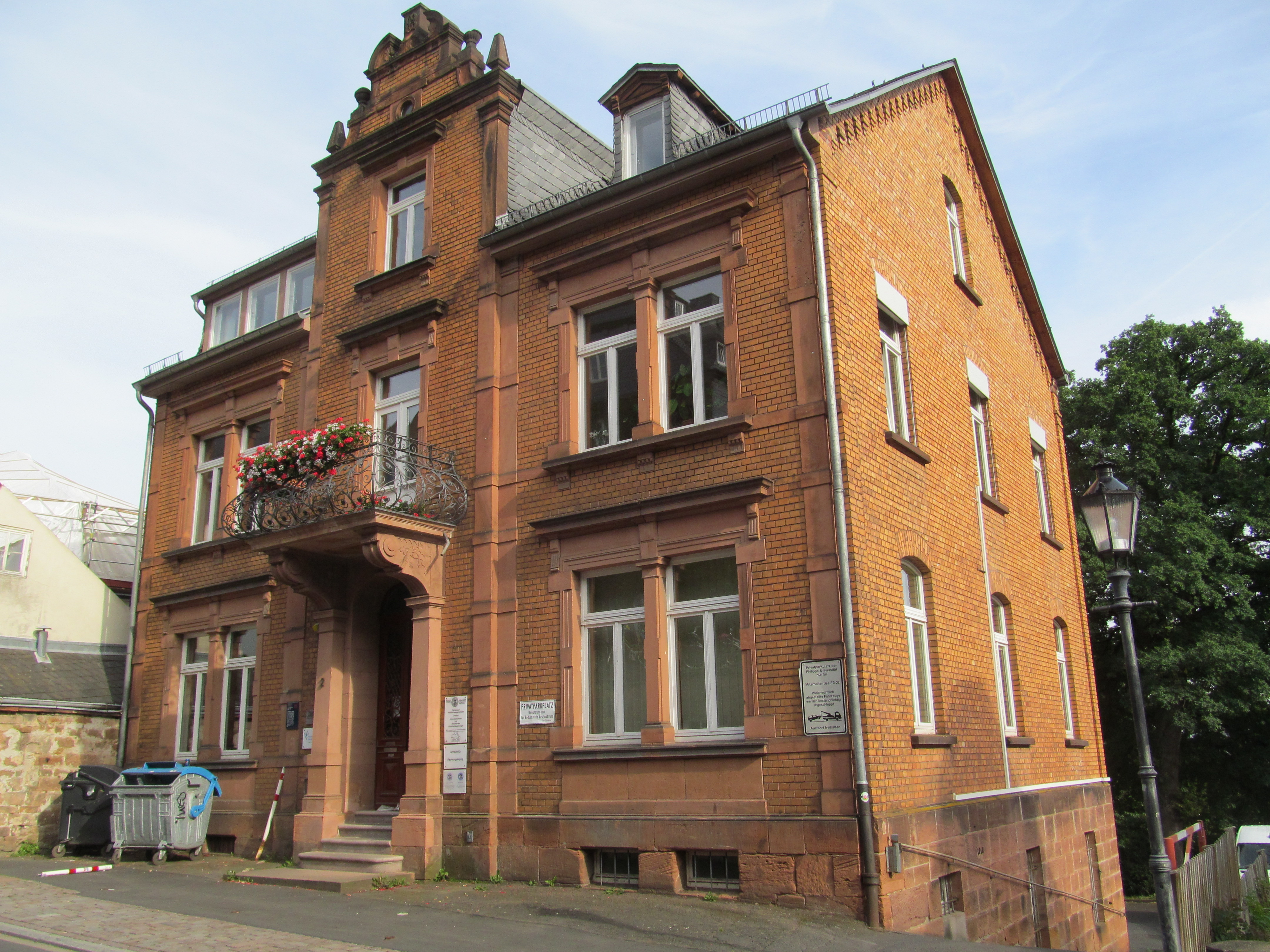
Das Gebäude Barfüßertor 2

Das Institutsgebäude Barfüßertor 2 in Marburg wurde ursprünglich als Wohnhaus im Jahr 1889 erbaut und ist heute ein Universitätsgebäude. Es wurde 1957 von der Philipps-Universität Marburg erworben. Seitdem dient das Gebäude den Wirtschaftswissenschaften als Institutsgebäude.

## Geschichte
Das Gebäude wurde 1888/89 als unterkellertes Traufenhaus von dem Bauunternehmer Heinrich Weishaupt errichtet und war ursprünglich als privates Wohnhaus konzipiert. Das Grundstück mit einer Fläche von 1.352 m² wurde 1957 durch die Universität Marburg käuflich erworben. Seitdem wurde es verschiedenen Zwecken innerhalb der Universität zugeführt, insbesondere für die Wirtschaftswissenschaften. Im Jahr 1963 erfolgte der Ausbau des Dachgeschosses, und hinter dem Gebäude wurde ein Parkplatz angelegt.

## Architektur
Das Gebäude befindet sich an der Stelle des früheren, 1647 zerstörten Torturms des Barfüßertores. Das Traufenhaus wurde auf einem abgesetzten, glatten Rotsandsteinsockel errichtet. Der Baukörper besteht aus zwei Stockwerken in gelbem Klinkermaterial, mit Rotsandstein-Elementen, die in der Formensprache der dorischen Neorenaissance gehalten sind.
Die Fassadengestaltung ist streng symmetrisch und wird durch ein Mittelrisalit hervorgehoben. Das Gebäude wird von einem verschieferten Satteldach mit zwei Dachgauben abgeschlossen, von denen eine nach dem Dachausbau 1963 die Symmetrie stört. Das Eingangsportal ist von Pfeilern gerahmt und wird über vier Stufen erreicht. Die originale Haustür aus der Erbauungszeit ist erhalten geblieben. Besonders bemerkenswert ist der über zwei Konsolen vorkragende Balkon in der Beletage, der mit einem kunstvoll gestalteten schmiedeeisernen Gitter verziert ist. Der Risalit wird von einem gesprengten Segmentgiebel bekrönt, der mit Obelisken und Kugelaufsätzen geschmückt ist.
Die Fenster im Unter- und Obergeschoss sind gekoppelt und in Rotsandstein eingerahmt. An der rechten Seite des Gebäudes finden sich Gelbklinkerlisenen und ein schlichteres Giebeldreieck.

## Denkmalschutz
Das Institutsgebäude Barfüßertor 2 wurde aufgrund seiner Bedeutung in der städtebaulichen Entwicklung Marburgs und seiner Architektur als Kulturdenkmal geschützt. Es markiert den Übergang zwischen der historischen Altstadt und der neueren Bebauung im späten 19. Jahrhundert.